# Таганчанська сільська рада
Тага́нчанська сільська́ ра́да — адміністративно-територіальна одиниця та орган місцевого самоврядування в Канівському районі Черкаської області. Адміністративний центр — село Таганча.

## Загальні відомості
- Населення ради: 1 536 осіб (станом на 2001 рік)

## Населені пункти
Сільській раді підпорядковані населені пункти:
- с. Таганча
- с. Поташня

## Склад ради
Рада складається з 16 депутатів та голови.
- Голова ради: Пождема Олександр Степанович

### Керівний склад попередніх скликань
| Прізвище, ім'я, по батькові  | Основні відомості                                                         | Дата обрання | Дата звільнення |
| ---------------------------- | ------------------------------------------------------------------------- | ------------ | --------------- |
| Жорняк Микола Григорович     | Сільський голова, 1952 року народження, член Комуністичної партії України | 26.03.2006   | 31.10.2010      |
| Пождема Олександр Степанович | Сільський голова, 1973 року народження, освіта вища, член Партії регіонів | 31.10.2010   |                 |

Примітка: таблиця складена за даними сайту Верховної Ради України

### Депутати
За результатами місцевих виборів 2010 року депутатами ради стали:

#### За суб'єктами висування
| Суб'єкт висування                                       | Кількість обраних депутатів | %    |
| ------------------------------------------------------- | --------------------------- | ---- |
| Самовисування                                           | 8                           | 50   |
| Комуністична партія України                             | 5                           | 31,3 |
| Політична партія Всеукраїнське об'єднання «Батьківщина» | 2                           | 12,5 |
| Соціалістична партія України                            | 1                           | 6,3  |

#### За округами
| № округу                                                | Прізвище, ім'я, по батькові   | Дата визнання обраним | Освіта             | Партійна приналежність                        | Відомості про обраного депутата           |
| ------------------------------------------------------- | ----------------------------- | --------------------- | ------------------ | --------------------------------------------- | ----------------------------------------- |
| Комуністична партія України                             |                               |                       |                    |                                               |                                           |
| 1                                                       | Горяна Олена Павлівна         | 01.11.2010            | середня спеціальна | позапартійна                                  | Таганчанська сільська рада, гол.бухгалтер |
| 3                                                       | Гунь Раїса Наіллівна          | 01.11.2010            | середня спеціальна | член Комуністичної партії України             | Аптека № 94, завідувачка                  |
| 4                                                       | Слободяник Віктор Олексійович | 01.11.2010            | середня спеціальна | позапартійний                                 | пенсіонер                                 |
| 12                                                      | Грибіник Наталія Василівна    | 01.11.2010            | середня спеціальна | позапартійна                                  | Таганчанська сільська рада, секретар      |
| 14                                                      | Авраменко Микола Олексійович  | 01.11.2010            | середня спеціальна | позапартійний                                 | Газове господарство, слюсар               |
| Політична партія Всеукраїнське об'єднання «Батьківщина» |                               |                       |                    |                                               |                                           |
| 5                                                       | Свириденко Тетяна Онопріївна  | 01.11.2010            | середня спеціальна | позапартійна                                  | пенсіонер                                 |
| 11                                                      | Майстренко Іван Іванович      | 01.11.2010            | середня спеціальна | член Всеукраїнського об'єднання «Батьківщина» | тимчасово не працює                       |
| Соціалістична партія України                            |                               |                       |                    |                                               |                                           |
| 2                                                       | Вадченко Валентина Василівна  | 01.11.2010            | середня спеціальна | позапартійна                                  | Таганчанська сільська рада, бухгалтер     |
| Самовисування                                           |                               |                       |                    |                                               |                                           |
| 6                                                       | Верховецька Юлія Вікторівна   | 01.11.2010            | середня спеціальна | позапартійна                                  | Таганчанська сільська рада, діловод       |
| 7                                                       | Липницька Світлана Юріївна    | 01.11.2010            | середня            | член Партії регіонів                          | Філія Ощадбанку, касир                    |
| 8                                                       | Циба Віктор Васильович        | 01.11.2010            | середня            | член Партії регіонів                          | тимчасово не працює                       |
| 9                                                       | Козак Валентина Петрівна      | 01.11.2010            | середня            | член Партії регіонів                          | Відділення зв'язку, листоноша             |
| 10                                                      | Вовк Світлана Олексіївна      | 01.11.2010            | вища               | позапартійна                                  | Таганчанська сільська рада, касир         |
| 13                                                      | Шевчук Тетяна Павлівна        | 01.11.2010            | середня            | член Партії регіонів                          | тимчасово не працює                       |
| 15                                                      | Кутумов Ахат Хусаїнович       | 01.11.2010            | середня спеціальна | член Партії регіонів                          | тимчасово не працює                       |
| 16                                                      | Горячий Володимир Григорович  | 01.11.2010            | середня            | член Партії регіонів                          | пенсіонер                                 |